# Хепиенд (филм)
Хепиенд је југословенски филм из 1989. године. Режирао га је Милош Радовић, а сценарио су написали Бојана Андрић, Предраг Перишић и Милан Шећеровић.

## Улоге
| Глумац           | Улога |
| ---------------- | ----- |
| Агостина Бели    |       |
| Ана Ћурковић     |       |
| Ленка Ференчак   |       |
| Ивона Јафали     |       |
| Драган Николић   |       |
| Антон Петје      |       |
| Жанет Пикар      |       |
| Михајло Ракић    |       |
| Џејми Роуз       |       |
| Гленко Вердирози |       |